# Élections municipales tanzaniennes de 2019
Les élections municipales tanzaniennes de 2019 ont lieu le 24 novembre 2019 en Tanzanie  afin de renouveler les sièges de conseillers des municipalités du pays. Les principaux partis d'opposition boycottent le scrutin, accusant le gouvernement de violences et d'intimidations.